# Creem
Creem ist ein US-amerikanisches Musikmagazin, das von 1969 bis 1988 monatlich erschien. Es hatte nur ein Viertel der Auflage des Rolling Stone, galt jedoch als kulturell einflussreich. Gegründet wurde es von Barry Kramer und Tony Reay in Detroit. Einer der frühen und prägenden Autoren war der Rockkritiker Lester Bangs. Dem Magazin wird auch die Schöpfung der Genre-Bezeichnungen „Punk“ und „Heavy Metal“ zugeschrieben.
Im Juni 2022 erfolgte ein Relaunch in Form eines digitalen Archivs, als Webseite, wöchentlicher Newsletter und vierteljährlich erscheinendes Printmagazin.